# Temnorhynchus coronatus
Temnorhynchus coronatus är en skalbaggsart som beskrevs av Fabricius 1781. Temnorhynchus coronatus ingår i släktet Temnorhynchus och familjen Dynastidae. Utöver nominatformen finns också underarten T. c. antiochus.